# حنا جاسر
حنّا جاسر (15 سبتمبر 1925 - 28 أغسطس 1996) شاعر فلسطيني. ولد في بلدة الطيبة من قضاء رام الله. درس في القدس وتخرّج بكلية النهضة فيها سنة 1945. عمل معلمًا في رام الله ونابلس. هاجر إلى الأرجنتين في 1951، وعمل مدرّسًا للغة العربية في المعهد الأرجنتيني العربي، وحصل على الجنسية الأرجنتينية واستقرّ بها. عيّن رئيسًا لاتحاد الجمعيات العربية في قرطبة وعضو الهيئة الإدارية لفيا آراب-أمريكا، ورئيس جمعية الكتّاب الأرجنتين في قرطبة بين عامي 1987 - 89. نشره شعره في عدد من الصحف والمجلات العربية، وله ديوان شعر بالعربية وآخر بالإسبانية. 

## سيرته
ولد حنّا جاسر يوم 15 سبتمبر 1925 في  بلدة الطيبة بقضاء رام الله في فلسطين الانتدابية. درس المرحلتين الإبتدائية والثانوية بالقدس. تخرج في كلية النهضة بالقدس سنة 1945. 

عمل معلمًا في الكلية الأهلية برام الله سنة 1949، ثم في الكليّة الأهلية بنابلس سنة 1950. عمل مترجمًا قانونيًا في الأرجنتين، وأستاذًا للغة العربية في المعهد الأرجنتيني العربي، ورئيس اتحاد الجمعيات العربية في قرطبة، وعضو الهيئة الإدارية لفيا آراب-أمريكا، ورئيس جمعية الكتاب الأرجنتيين في قرطبة من 1987 حتى 1989.

في الأرجنتين أصبح أستاذاً للتاريخ وشاعراً وباحثاً رسمياً في اليونسكو ومترجماً ورجل أعمال ناجحاً. 

توفي حنا جاسر في يوم 28 أغسطس 1996 في قرطبة.

## شعره
بدأ ينظم الشعر منذ سن الخامسة عشرة، ونشره نتاجه في الصحف والمجلات العربية مثل فلسطين، والدفاع، والجريح، والدستور، والأديب، والرأي العام، والثقاف، والوطن، وغيرها. شارك في العديد من المهرجانات والندوات العربية في موريتانيا وليبيا وسوريا، والعراق؛ وبعض دول أمريكا الللاتينية مثل تشيلي، وغواتيمالا وبوليفيا والبرازيل. 

## مؤلفاته
- أمّة وجراح، ديوان شعر بالعربية، 1980
- ديوان شعر بالإسبانية نشره عام 1986
- كارثة فلسطين

## وصلات خارجية
- في موقع الأرشيف المجلات